# مامورو شیراگامی
مامورو شیراگامی (انگلیسی: Mamoru Shiragami؛ زادهٔ ۲۸ فوریهٔ ۱۹۴۴) بازیکن والیبال اهل ژاپن است.